# Niels Vink
Niels Vink (* 6. Dezember 2002 in Helmond) ist ein niederländischer Rollstuhltennisspieler.

## Karriere
Im Alter von einem Jahr erkrankte er an einer Meningokokkensepsis, in der Folge mussten bei ihm beide Beine und mehrere Fingerglieder amputiert werden.
2012 erlebte er als Zuschauer die Paralympischen Spiele in London und begann daraufhin, sich für Sport zu interessieren. Nachdem er mehrere Sportarten ausprobiert hatte, entschied er sich im Alter von elf Jahren für Rollstuhltennis. Er startet in der Klasse der Quadriplegiker („Quad“).
Mit 15 Jahren gewann er sein erstes ITF-Turnier. Im Januar 2019 wurde er Erster der Juniorenweltrangliste, Ende 2021 übernahm er die Führung in der Weltrangliste der Herren. Er gewann mehrere Grand-Slam-Turniere und Paralympische Medaillen im Quadeinzel und -doppel (mit seinem Doppelpartner Sam Schröder – die beiden erreichten sogar einen Karriere-Golden-Slam) sowie 2021 das Wheelchair Tennis Masters.

### Auszeichnungen
2021 wurde er zum Ritter des Ordens von Oranien-Nassau ernannt. 2022 und 2023 wurde er zum ITF-Weltmeister in der Kategorie Quad gekürt.

## Leistungsbilanz bei den Grand-Slam-Turnieren

### Einzel
| Turnier         | 2021 | 2022 | 2023 | 2024 | 2025 | Karriere |
| --------------- | ---- | ---- | ---- | ---- | ---- | -------- |
| Australian Open | HF   | VF   | F    | HF   | F    | F        |
| French Open     | –    | S    | S    | HF   | F    | S        |
| Wimbledon       | –    | F    | S    | S    | S    | S        |
| US Open         | F    | S    | F    |      |      | S        |

### Doppel
| Turnier         | 2021 | 2022 | 2023 | 2024 | 2025 | Karriere |
| --------------- | ---- | ---- | ---- | ---- | ---- | -------- |
| Australian Open | HF   | F    | S    | HF   | F    | S        |
| French Open     | –    | S    | HF   | S    | S    | S        |
| Wimbledon       | –    | S    | S    | S    | S    | S        |
| US Open         | S    | S    | S    |      |      | S        |

Zeichenerklärung: S = Turniersieg; F, HF, VF, AF = Einzug ins Finale / Halbfinale / Viertelfinale / Achtelfinale; 1, 2, 3 = Ausscheiden in der 1. / 2. / 3. Hauptrunde; nicht ausgetragen